# Niquelpicromerita
La niquelpicromerita és un mineral de la classe dels sulfats, que pertany al grup de la picromerita. Rep el nom de la picromerita i del seu contingut en níquel.

## Característiques
La niquelpicromerita és un sulfat de fórmula química K₂Ni(SO₄)₂(H₂O)₆. Va ser aprovada com a espècie vàlida per l'Associació Mineralògica Internacional l'any 2012. Cristal·litza en el sistema monoclínic. La seva duresa a l'escala de Mohs es troba entre 2 i 2,5. És un producte de l'alteració de sulfurs primaris i de la reacció de les solucions àcides de sulfat de níquel amb la biotita.

## Formació i jaciments
Va ser descoberta a la mina Slyudorudnik, situada a la localitat de Kixtim, dins l'óblast de Txeliàbinsk (Rússia). També ha estat descrita a Ca' Mondei, a la localitat de Montescheno (Piemont, Itàlia). Aquests dos indrets són els únics de tot el planeta on ha estat descrita aquesta espècie mineral.